# Armadura de placas

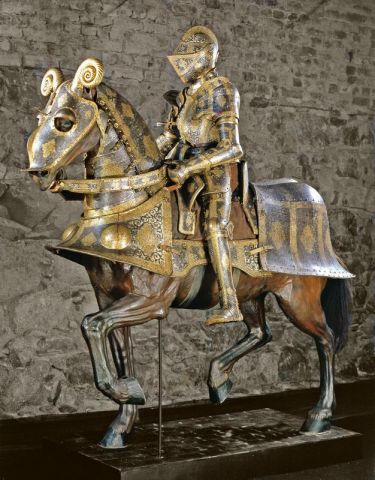
Armadura completa encomendada por Sigismundo II, no século XVI.

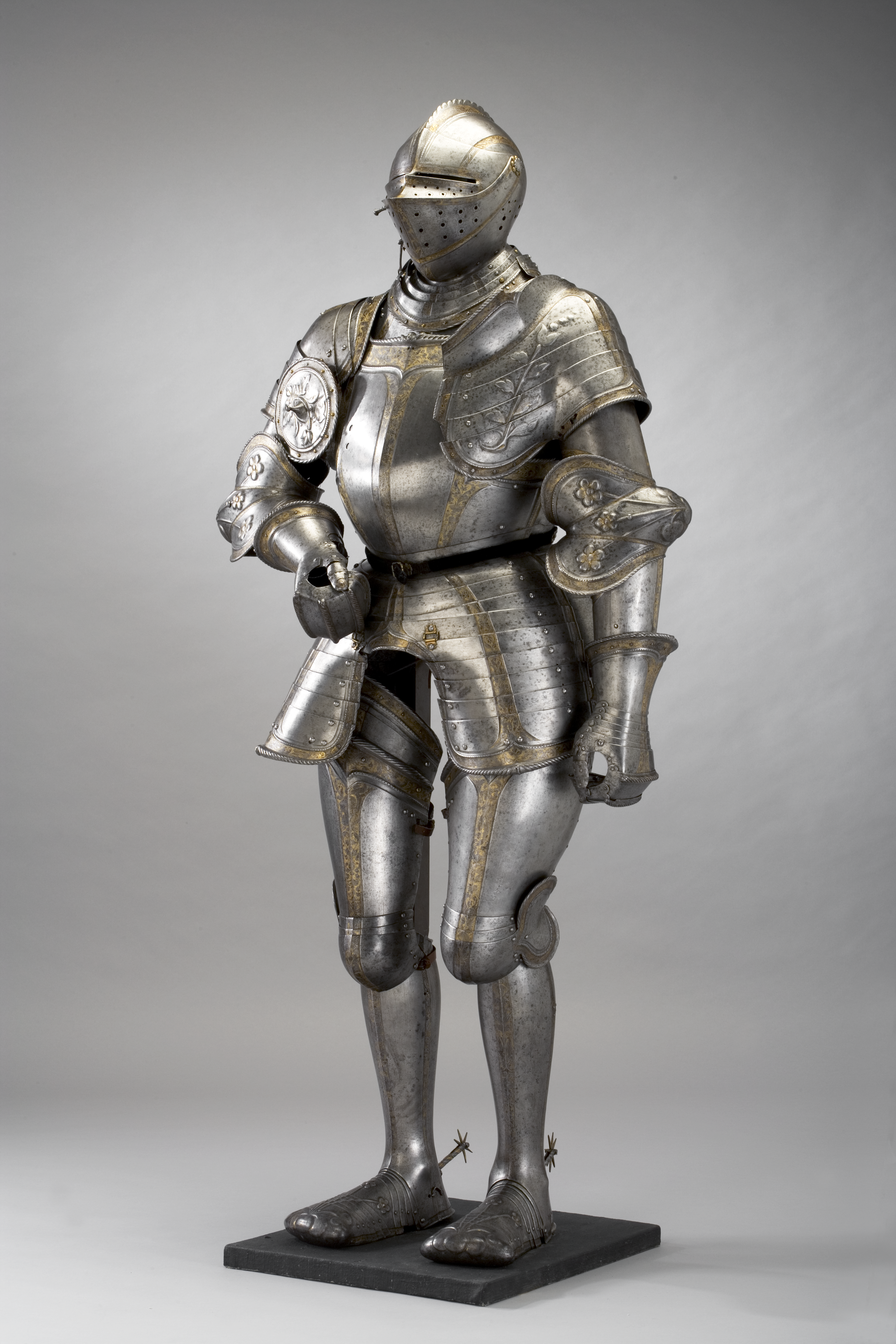
Armadura de Gustavo I da Suécia, por Kunz Lochner, c. 1540.

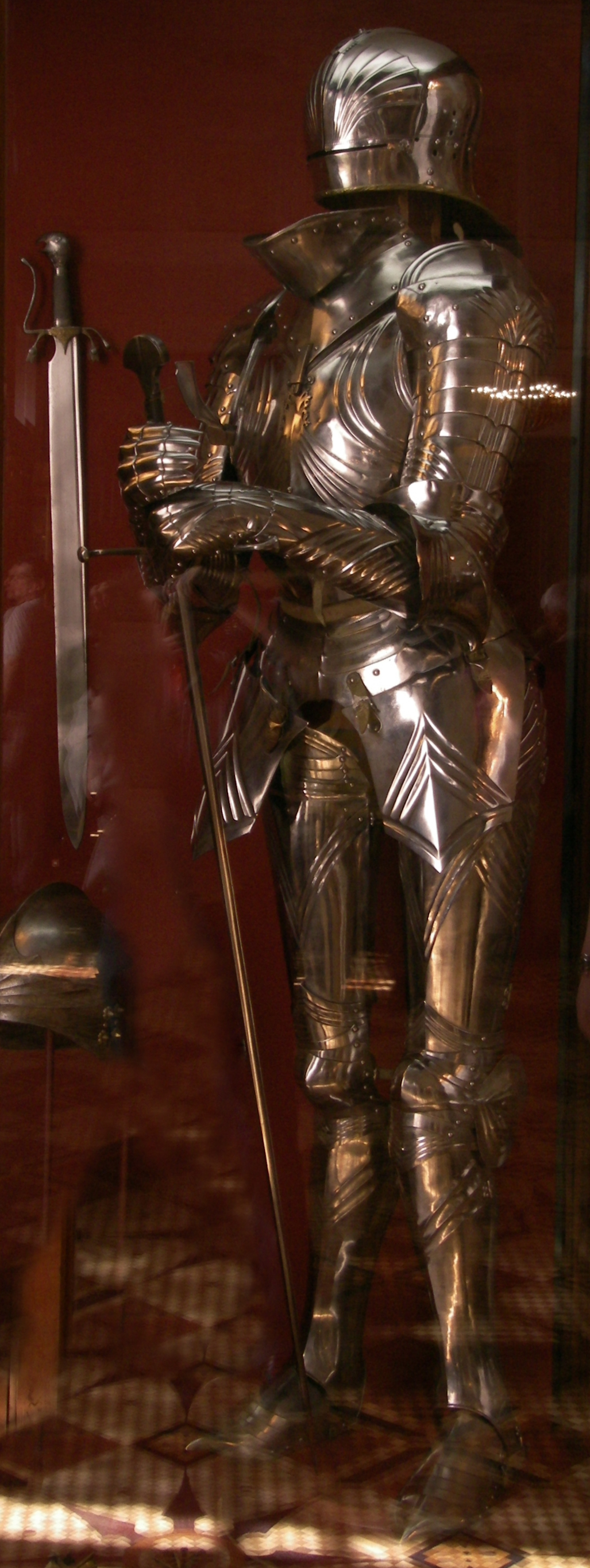
Armadura gótica feita pelo armeiro alemão Lorenz Helmschmied, em exposição no museu russo Hermitage.

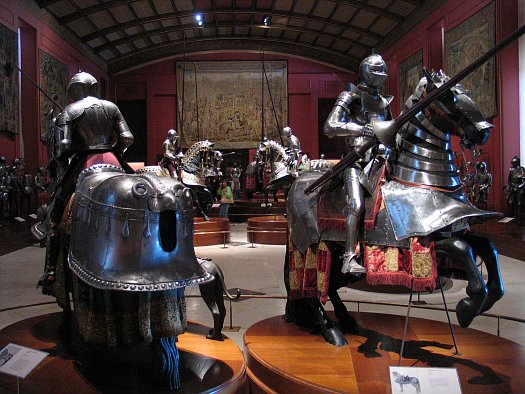
Real Armería de Madrid, a coleção das armaduras dos reis da Espanha.

Armadura de placas é um tipo de armadura corporal histórica feita de placas de bronze, ferro e aço, que engloba praticamente todo o corpo de quem a está usando. Embora existam armaduras similares na antiguidade, como a lorica segmentata (dos Romanos), a armadura de placas completa foi desenvolvida na Europa durante a Baixa Idade Média, especialmente no contexto da Guerra dos Cem Anos, a partir das casacas feitas de placas de metal por sobre uma cota de malha durante o século XIV.
Na Europa, a armadura de placas atingiu o ápice de sua forma no final do século XV e começo do século XVI. A armadura completa de corpo inteiro, as vezes referida como panóplia, na verdade foi usada em larga escala perto do final da Idade Média e no começo da era do Renascimento. Essa armadura é associada a imagem do cavaleiro medieval e está firmada no imaginário da cultura popular e literatura, devido especialmente ao fato de ser usada em competição de justas no século XVI.
As armaduras de placas requeriam trabalho de manufatura complicado, com mão de obra bastante especializada. Assim, adquirir tal armadura era apenas reservado para uma elite que podia pagar, como cavaleiros e a nobreza em geral. Com aço bem temperado, a armadura de placas podia pesar mais de 25 kg e normalmente seu usuário requeria ajuda para vesti-la. Era comum também os donos de tais armaduras ornamenta-las.
Armaduras completas de placas (como a armadura Gótica) foram usadas nas Guerras da Borgonha e nas Guerras Italianas. As tropas que mais utilizavam este tipo de armadura era a cavalaria pesada, como os gendarmes e os couraceiros, mas também a infantaria, como os mercenários suíços e os Lansquenetes, que usavam um tipo de proteção chamada de "armadura munição" (utilizada comumente por homens de armas), que deixava as pernas desprotegidas.
No começo do século XVII, quando as armas de fogo se tornaram prevalentes, o uso da armadura de placas declinou consideravelmente. Mesmo assim permaneceu sendo usada, especialmente pela nobreza e pelos couraceiros durante as Guerras de religião na Europa. Após 1650, a única parte da armadura de placas que persistia em amplo uso era a armadura peitoral (cuirass), usada pelos couraceiros, para proteger seu torso de golpes de sabre. Nessa época, os mosquetes de pederneira já eram padrão nos exércitos europeus, cuja munição podia penetrar nas antigas armaduras mesmo quando disparado a longas distâncias. Para a infantaria, o uso de armaduras peitorais voltou ao uso no começo do século XIX devido ao desenvolvimento de munição de fragmentação (estilhaços), principalmente na artilharia, durante as Guerras Napoleônicas. A ideia do uso de blindagem peitoral voltou então com força após a Segunda Guerra Mundial, especialmente a partir da década de 1950, com o desenvolvimento dos coletes a prova de bala feitos de fibra reforçada.